# Bugatti Vision Gran Turismo
De Bugatti Vision Gran Turismo, ook wel bekend als Bugatti Vision GT, is een tweepersoons conceptauto die veel op de nieuwe Bugatti Chiron lijkt en wordt gebruikt voor het circuit. Het model werd tentoongesteld in Frankfurt tijdens de motorshow IAA in september 2015.
De Vision GT is de opvolger van de Bugatti Chiron 18.3 uit 1999. De Vision zelf is gerelateerd aan de Chiron.

## Motor en aandrijving
De Bugatti Vision Gran Turismo is voorzien van een 8-liter W16 motor quad-turbo en heeft  met een automatische versnellingsbak met dubbele koppeling en hij heeft een 4x4 aandrijving.

## Prestaties
Top Gear heeft tijdens een test op een circuit een snelheid van 350km/u gehaald.

## Media
De Vision GT komt voor in de game Gran Turismo Sport. De ontwikkeling van de digitale versie van de auto vond plaats in nauwe samenwerking met Bugatti.

## Prijs
De Bugatti Vision Gran Turismo heeft een basisprijs van €2.200.000. Dit is €600.000 meer dan zijn voorganger.

## Exterieur/carrosserie
De buitenkant van deze Bugatti is gemaakt van koolstofvezel en is zeer aerodynamisch van de buitenkant en de motor bevindt zich precies op het achteras voor een perfecte gewichtsverdeling. Dat zorgt voor een brede cabine.